# Herb gminy Jeżowe
Herb gminy Jeżowe – jeden z symboli gminy Jeżowe, ustanowiony 23 maja 2005.

## Wygląd i symbolika
Herb przedstawia na tarczy w polu błękitnym dąb złoty między krzyżem kościelnym (promienistym) srebrnym, a takąż podkową z dwoma krzyżami kawalerskimi złotymi (jednym na barku, drugim pośrodku).
Herb nawiązuje do historii, tradycji i przyrody obszarów gminy. Przyrodę gminy symbolizuje złoty dąb heraldyczny. Do tradycji Kościoła katolickiego nawiązuje promienisty krzyż łaciński. Srebrna podkowa z dwoma złotymi krzyżami jest rodowym herbem rodziny Domaniewskich – założycieli i najstarszych właścicieli miejscowości na terenie gminy.